# Миколаївка (Старовірівська сільська громада)
Миколаївка (до 1920 — Ленівка, у 1920—2019 — Мелихівка) — село в Україні, у Берестинському районі Харківської області. Населення становить понад 680 осіб. Орган місцевого самоврядування — Миколаївська сільська рада.

## Географія
Село Миколаївка знаходиться на річки Берестова (в основному на правому березі), вище за течією на відстані 2 км розташоване село Охоче, нижче за течією примикає село Парасковія. Село витягнуто вздовж річки на 6 км

## Історія
- 1732 — дата заснування як села Ленівка.
- 1920 — перейменовано на село Мелихівка.
- 11 вересня 2019 — у рамках декомунізації перейменовано на село Миколаївка[2]

## Економіка
- Молочно-товарна і свино-товарна ферми.
- «Мелихівське», сільськогосподарське ТОВ.
- Кілька газових свердловин і газорозподільних станцій.

## Об'єкти соціальної сфери
- Школа.
- Миколаївська амбулаторія сімейної медицини.
- Будинок культури.

## Пам'ятки історії
Біля села Миколаївка проходила лінія російських укріплень проти нападів кримських татар, збудована в першій половині XVIII століття. Залишки валу збереглися до наших днів.

## Постаті
- Роговий Олександр Іванович (1981—2017) — сержант Збройних сил України, учасник російсько-української війни.
- Попадинець Євген Володимирович - відеоблогер. Автор YouTube-каналу «Utopia Show».

## Галерея

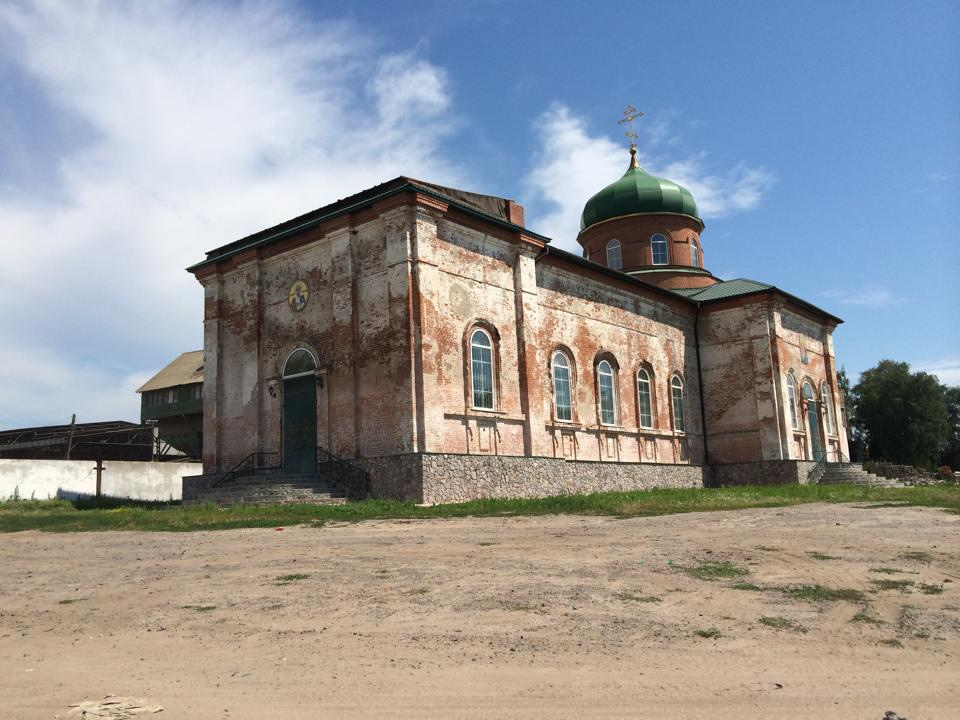
Миколаївська церква
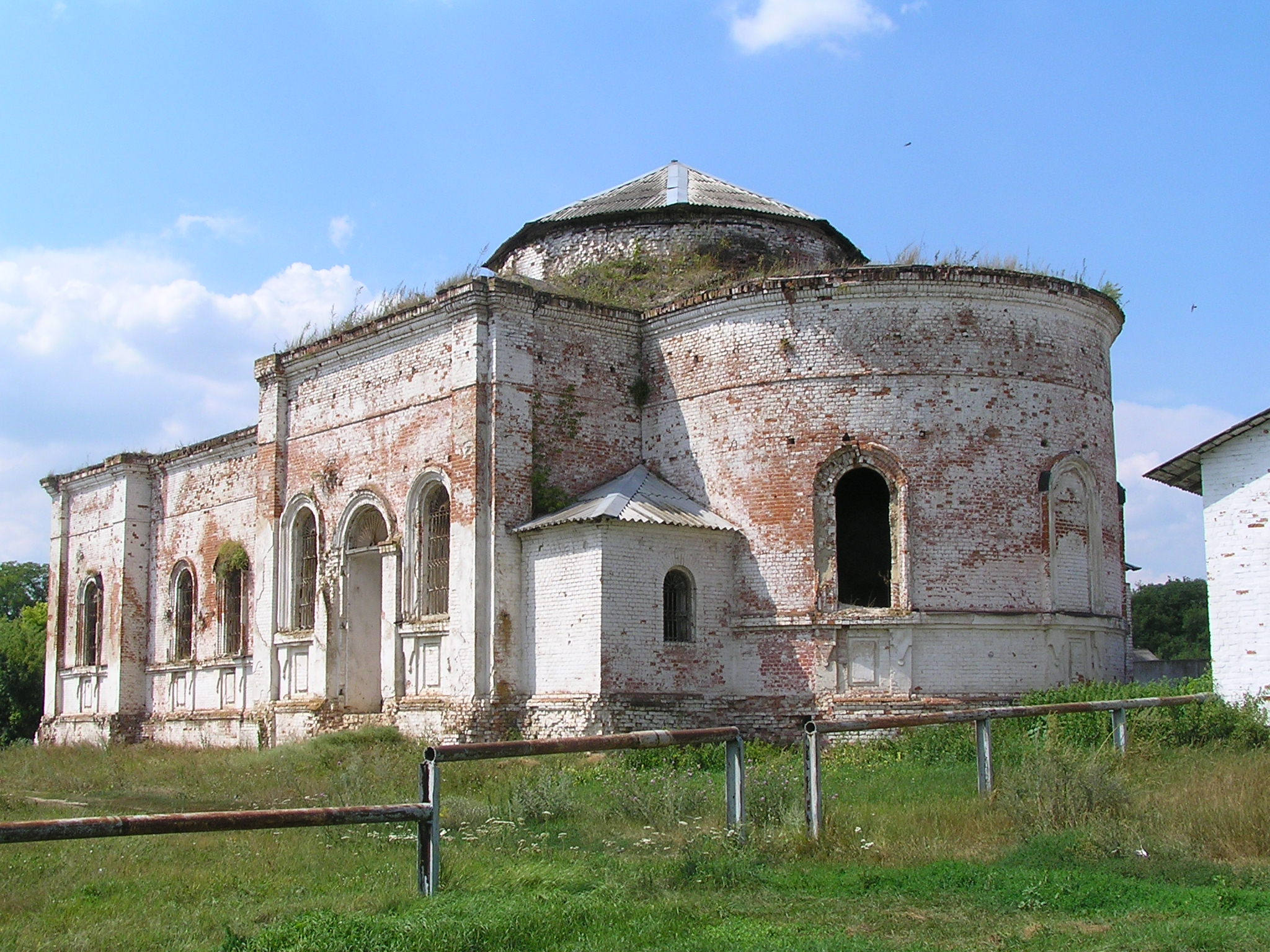
Миколаївська церква. Вид збоку